# The Lemonheads
Lemonheads er en alternativ rock-gruppe fra USA. Gruppen blev dannet i 1986.
| Musikgruppe | Spire Denne artikel om en amerikansk musikgruppe er en spire som bør udbygges. Du er velkommen til at hjælpe Wikipedia ved at udvide den. |